# Werner Eberwein

Werner Eberwein

Werner Eberwein (* 29. Januar 1955) ist ein deutscher Psychotherapeut und Autor.

## Biographie
Er ist Leiter des Fort- und Weiterbildungszentrums der Deutschen Gesellschaft für Hypnose und Hypnotherapie (DGH) in Berlin, Mitglied im Vorstand der Arbeitsgemeinschaft Humanistische Psychotherapie (AGHPT), Leiter des Instituts für Humanistische Psychotherapie (IHP), Ausbilder und Supervisor der Deutschen Gesellschaft für zahnärztliche Hypnose (DGZH).

## Veröffentlichungen

### Bücher
- Werner Eberwein: Humanistische Psychotherapie: Quellen, Theorien und Techniken. Thieme, Stuttgart;New York, NY 2009, ISBN 978-3-13-143921-5.

- Werner Eberwein: Wie Hypnose wirkt: Heilung durch Trance. Schirner, Darmstadt 2008, ISBN 978-3-89767-596-4.
- Werner Eberwein, Gerhard Schütz: Die Kunst der Hypnose: Dialoge mit dem Unbewussten; mit Anleitungen zur Selbsthypnose. Junfermann, Paderborn 1996, ISBN 3-87387-265-X.
- Werner Eberwein: Abenteuer Hypnose:Heilung durch Trance. Kösel, München 1996, ISBN 3-466-34359-3.
- Werner Eberwein: Impulse von innen: Biodynamik - Körperpsychotherapie zur Heilung und Selbstfindung. Transform, Oldenburg 1993, ISBN 3-926692-14-6.
- Werner Eberwein: Biodynamik. ZEN in der Kunst der Körperpsychotherapie. Junfermann, Paderborn 1996, ISBN 3-87387-322-2.
- Werner Eberwein: Deine Rechte in der Psychiatrie. Psychiatrie-Beschwerdezentrum, Berlin 1982, ISBN 978-3-87387-322-3.

### Selbsthypnose-CDs
- Werner Eberwein: Morgen kann ich drüber lächeln: mehr Zuversicht durch Selbsthypnose. Kösel, München 1997, ISBN 3-466-45680-0.
- Werner Eberwein: Angst verwandeln in Gelassenheit. Kösel, München 1996, ISBN 3-466-45667-3.
- Werner Eberwein: Selbstheilungskräfte in der Seele entfalten. Kösel, München 1996, ISBN 3-466-45668-1.

- Werner Eberwein: Den Traumpartner finden: ... denn alleine war ich lang genug. Kösel, München 1998, ISBN 3-466-45698-3.
- Werner Eberwein: Loslassen: dem Fluß des Lebens folgen. Hypnos-Verlag, Stuttgart 1997, ISBN 3-933569-11-7.
- Werner Eberwein: Was ist mein Weg?: Entscheidungshilfen mit Selbsthypnose. Kösel, München 2002, ISBN 3-466-45746-7.
- Werner Eberwein: Nichtraucher durch Selbsthypnose: das etwas andere Entwöhnungsprogramm; endlich frei durchatmen. Kösel, München 2004, ISBN 3-466-45757-2.
- Werner Eberwein: Lust in der Liebe: eine erotische Entdeckungsreise. Kösel, München 2006, ISBN 978-3-466-45797-7.
- Werner Eberwein: Am See der Heilung: zur Aktivierung der Selbstheilungskräfte bei körperlichen Krankheiten. Get Well Recordings, Berlin 2009, ISBN 978-3-00-029602-4.
- Werner Eberwein: Lichtblicke: für gesundes Leben und psychische Ausgeglichenheit. Get Well Recordings, Berlin 2011, ISBN 978-3-942765-00-8.
- Werner Eberwein: Gelassenheit: im Alltag und in Beziehungen. Get Well Recordings, Berlin 2011, ISBN 978-3-942765-01-5.